# Болотня (приток Раты)
Болотня (укр. Болотня) — река во Львовском и Шептицком районах Львовской области Украины. Левый приток реки Рата (бассейн Вислы).
Исток расположен около села Заборье. Река течёт преимущественно с запада на восток территории Надбужанской котловины, впадает в Рату в пределах села Селец.
Длина реки 34 км, площадь бассейна 252 км². Долина широкая, во многих местах заболочення, что отражено в названии реки. Ширина долины в среднем 4 км. Русло выпрямленное (на протяжении 25 км) шириной в среднем 5 м. Глубина 0,6-1,1 м. Уклон реки 0,7 м/км. Сооружено несколько прудов.